# Jorge Nuno Sá
Jorge Nuno Fernandes Traila Monteiro de Sá (ur. 13 czerwca 1977) – portugalski polityk, były przewodniczący Młodzieży Socjaldemokratycznej (JSD), poseł do Zgromadzenia Republiki IX kadencji (2002–2005). 

## Życiorys
W latach 2002–2005 pełnił funkcję przewodniczącego Młodzieży Socjaldemokratycznej (port. Juventude Social Democrata, JSD). W tych samych latach zasiadał w Zgromadzeniu Republiki IX kadencji z ramienia okręgu Viana do Castelo. Po odejściu z parlamentu był szefem gabinetu ówczesnego członka zarządu miejskiego Lizbony Sérgio Lipari Pinto. 
W 2008 jako jedyny członek władz PSD głosował przeciwko rekomendowaniu przez PSD prezydenta Aníbala Cavaco Silvy na kolejną kadencję. W 2011 jako pierwszy polityk w historii Portugalii zawarł małżeństwo homoseksualne.